# محمد جمال جبارين
محمد جمال جبارين (مواليد 5 أكتوبر 1982) لاعب كرة قدم فلسطيني يجيد اللعب في مركز الجناح مع منتخب فلسطين الوطني و نادي شباب الخليل في دوري الضفة الغربية الفلسطيني.

## أهدافه الدولية
| #  | تاريخ        | مكان              | خصم     | نتيجة | حصيلة | منافسة      |
| -- | ------------ | ----------------- | ------- | ----- | ----- | ----------- |
| 1. | 4 يونيو 2010 | أم درمان، السودان | السودان | 1–1   | 1–1   | مباراة ودية |

## روابط خارجية
- محمد جمال جبارين على موقع قاعدة بيانات كرة القدم.إي يو (الإنجليزية)
- محمد جمال جبارين على موقع ناشيونال فوتبول تيمز (الإنجليزية)